# 皮亚唐
皮亚唐是巴西巴伊亚州的一个市镇。总面积1508.036平方公里，总人口19465人，人口密度12.9人/平方公里。